# Agathe N'Nindjem-Yolemp
Agedit N'Nindjem-Yolemp (sinh ngày 4 tháng 8 năm 1980) là một nữ cầu thủ bóng rổ người Cameroon.